# Karel Lavrič
Karel Lavrič (ur. 1 listopada 1818 w Premie, zm. 3 marca 1876 w Gorycji) – słoweński polityk, prawnik i publicysta.

## Życiorys
Był uczniem gimnazjów w Lublanie i Grazu. W 1845 roku uzyskał stopień naukowy doktora nauk prawnych na Uniwersytecie Padewskim. Zawód adwokata wykonywał w Ajdovščinie, Gorycji i Tolminie.
Był politykiem liberalnym. Od lat 60. XIX wieku był czołową postacią słoweńskiego odrodzenia narodowego na obszarze Goriški (od 1870 roku zasiadał w lokalnym sejmie), przewodząc lokalnym strukturom Słoweńskiej Partii Liberalnej. Współzakładał pierwsze czytelnie i organizował obozy edukacyjne. W 1869 roku był współorganizatorem towarzystwa politycznego „Soča” w Gorycji. Był redaktorem jego biuletynu, w którym uwagę poświęcał problemom narodowościowym, gospodarczym i politycznym. Opowiadał się za wprowadzeniem języka słoweńskiego jako języka urzędowego i języka nauczania. Był zwolennikiem federalizacji Austro-Węgier.
Popadł w problemy zdrowotne i finansowe, w wyniku których w 1876 roku popełnił samobójstwo.